# Vreedewold
Vreedewold aan de Prinses Marielaan 6 is een gemeentelijk monument in het Rijksbeschermd gezicht Baarn - Prins Hendrikpark e.o. in Baarn in de provincie Utrecht.
Het huis werd rond 1890 gebouwd met een asymmetrische gevel. Rechts een wat lager deel met serre met onder het balkon de ingang. Aan de linkerzijde een topgevel. In de tuin is een tuinhuisje in chaletstijl met een versierde topgevel.
Een smeedijzeren poort sluit de toegang af.